# Drzewo Sterna-Brocota
Drzewo Sterna-Brocota – drzewo binarne zawierające wszystkie dodatnie ułamki nieskracalne.

## Konstrukcja
Zaczynamy od {\displaystyle {\frac {0}{1}}} – symbolizującego zero i {\displaystyle {\frac {1}{0}}} symbolizującego nieskończoność. Następnie na kolejnych piętrach drzewa wpisujemy „pomiędzy” wartości {\displaystyle {\frac {a}{b}}} oraz {\displaystyle {\frac {c}{d}}} wartość {\displaystyle {\frac {a+c}{b+d}}} – patrz ilustracja.

## Własności
- W drzewie występują wszystkie dodatnie liczby wymierne zapisane jako ułamki nieskracalne.
- Każda liczba wymierna dodatnia występuje w drzewie dokładnie raz.
- Jeśli liczby {\displaystyle a} oraz {\displaystyle b} są względnie pierwsze to ułamek {\displaystyle {\frac {a}{b}}} występuje w drzewie dokładnie raz.
- W drzewie występują wszystkie liczby dodatnie wymierne, więc taką liczbę możemy opisać jako ścieżkę od korzenia drzewa do tej liczby. Jest to skończony ciąg symboli L oraz P (albo 0 1) np. liczbę {\displaystyle {\frac {3}{8}}} zapisujemy jako LLPL.
- Każdą liczbę rzeczywistą dodatnią możemy zapisać jako ciąg symboli L oraz P tak, że początkowe fragmenty tego ciągu symbolizują liczby wymierne przybliżające tę liczbę.